# Dietetik
Dietetik betyder läran om kostbehandling av olika sjukdomar och sjukdomstillstånd. Dietetik är huvudämne på dietistutbildningen. Ordet härstammar från engelskans diet.